# 카를로스 3세 (스페인)
카를로스 3세(스페인어: Carlos III, 1716년 1월 20일 ~ 1788년 12월 14일)은 스페인 왕국의 국왕이다. 스페인 왕이 되기 이전에는 파르마 공국의 공작, 나폴리 왕국, 시칠리아 왕국의 왕이기도 하였다.

## 이탈리아 시절
카를로스는 1716년 1월 20일 스페인의 왕 펠리페 5세와 그의 두 번째 아내인 파르마 공국의 엘리사베타 파르네세 사이에 첫째 아들로 태어났다. 모계 계승으로 16살인 1731년 파르마 공작 카를로 1세가 되었고, 이로 인해서 스페인에 있는 것에 비해 지적 영향을 많이 받을 수 있었다. 1734년 카를로는 폴란드 왕위 계승 전쟁에 참전하여 나폴리와 시칠리아를 정복하여 나폴리와 시칠리아의 왕이 되었다. 그러나 카를로는 군사 관련 일은 그다지 좋아하지 않았다. 오스트리아 왕위 계승 전쟁에는 지중해의 영국 해군의 나폴리 공격 위험에 의해서 중립을 지킬 수밖에 없었는데, 이로 인하여 카를로는 영국에 대해서 큰 위협을 느끼고, 이는 이후 정책에 큰 영향을 끼치게 되었다. 나폴리와 시칠리아의 왕으로서, 카를로는 이후 그가 스페인에서도 진행하게 되는 개혁을 시작하였다. 카를로는 타고난 재능은 많지 않지만 왕으로서의 임무를 다 하고자 하였다. 또한 그는 훌륭한 각료진을 두었다. 나폴리 왕국의 각료인 베르나르도 타누치는 그에게 큰 영향을 끼쳤다.

## 스페인 왕

### 대외 관계
1759년 카를로 왕의 이복형제이자 스페인 국왕인 페르난도 6세가 사망하자 카를로는 스페인의 왕 카를로스 3세가 되었다. 이와 동시에 카를로스는 나폴리와 시칠리아 왕위를 그의 셋째 아들인 페르난도에게 물려주었다. 스페인 왕으로서의 외교 정책은 결코 좋지 못했다. 영국에 대한 적개심과 부르봉 왕가의 일원이라는 의식은 1760년 왕비 마리아 아말리아(폴란드-리투아니아 연방의 왕 아우구스트 3세의 딸)의 사망 이후 더 커졌는데, 이는 스페인이 프랑스와 함께 부르봉 왕가 협정을 체결하는데 영향을 끼쳤다. 그러나 이로 인해 스페인은 7년 전쟁에 얽매였고 이는 스페인에 큰 손해를 끼쳤다. 1770년에는 포클랜드 제도를 두고 영국과의 전쟁 위기가 있었다. 1779년에는 미국의 독립이 스페인 식민 제국을 뒤흔들 가능성을 염두에 두었음에도 불구하고, 미국 독립 전쟁에서 영국에 대항하여 프랑스와 미국 독립군을 지원하였다. 카를로스는 스페인 육군에 대해 거의 아무 일도 하지 않았고, 해군 역시 약간의 배 건조를 제외하고는 관심을 두지 않았다.

### 내부 개혁
이러한 대외 관계에서의 실책에도 불구하고, 카를로스의 정치는 스페인 국내에 크게 이익이 되었다. 우선 카를로스는 마드리드의 시민들이 오폐수를 창문 밖에 버리는 것을 금지하였다. 1766년에는 마드리드에 프랑스식 복장을 도입하도록 하였는데, 이러한 조치들은 결국 폭동으로 이어졌다. 이 사건 이후 카를로스는 오랜 기간 동안 아랑후에스에서 머물렀으며, 정치는 아란다 백작에게 맡겨졌다. 카를로스는 1766년의 폭동에 예수회가 관련되었다고 의심하기 시작하였고, 1767년 2월 27일 왕실의 명령에 따라 예수회를 스페인에서 추방하였고 예수회의 모든 소유물은 몰수되었다. 이로 인해 나폴리의 왕이었던 시절 교회의 권한 억제로 인해 마찰이 있었던 교황과의 사이가 다시 틀어지게 되었다. 카를로스는 교회를 억압하여 성직자, 특히 수도사의 수를 줄이고 종교재판소를 철폐하지는 않았지만 활동을 억제하였다. 이와 함께 카를로스는 무역과 산업의 성장을 억제하던 오래된 법을 폐지하였고, 도로, 수로 등 기반시설을 지었다. 이러한 조치들은 스페인이 예전보다 좀 더 번영하도록 하였다. 말년에 카를로스는 그의 장남 카를로스와 마찰이 있기도 하였다. 카를로스는 1788년 12월 14일 사망하였다.

## 자녀
- 마리아 루이사
- 카를로스 4세
- 페르난도 등

## 참고 문헌
본 문서에는 현재 퍼블릭 도메인에 속한 브리태니커 백과사전 제11판의 내용을 기초로 작성된 내용이 포함되어 있습니다.